# Pericallis papyracea
La Pericallis papyracea (DC.) B.Nord. es una especie de Pericallis de la familia de las asteráceas.
El nombre papyracea proviene del latín papyrus, cuyo significado es papel, haciendo referencia a la similitud de sus pétalos con las hojas de papel.

## Distribución geográfica
Es endémica de la isla de La Palma en las Islas Canarias. 

## Descripción
Se diferencia del resto de las pericallis por ser una planta perenne, cuyas inflorescencias corimbosas poseen numerosos capítulos. Las lígulas (8-12) son de color rosado y los flósculos centrales, de color malva-morado. Las brácteas involucrales son normalmente glabras y las hojas son más o menos orbiculares y dentadas, careciendo las basales de aurículas.

## Nombre comú]
Se conoce como "encimba".

## Sinonimia
- Doronicum papyraceum  (DC.) Sch.Bip. in Webb et Berth.
- Senecio papyraceus DC.[3]